# Konstantin Alexandrowitsch Barulin
Konstantin Alexandrowitsch Barulin (russisch Константин Александрович Барулин; * 4. September 1984 in Qaraghandy, Kasachische SSR) ist ein russischer Eishockeytorwart, der seit Januar 2021 beim HC Dynamo Pardubice in der tschechischen Extraliga spielt.

## Karriere
Konstantin Barulin erlernte das Eishockeyspiel in einer Sportschule seiner Heimatstadt Qaraghandy. Später wechselte er an die Sportschule der Stadt Tjumen. Für den lokalen Eishockeyclub Gasowik Tjumen debütierte er in der Saison 2001/02 in der Wysschaja Liga und entwickelte sich bis 2005 zum Stammtorhüter des Vereins. Schon beim NHL Entry Draft 2003 hatten ihn die St. Louis Blues in der dritten Runde an 84. Stelle ausgewählt.
Im Dezember 2003 wurde er bis Saisonende an den SKA Sankt Petersburg ausgeliehen, kam er nur zu einem Einsatz in der Superliga. Daher kehrte er zu Gasowik und brachte es in der folgenden Spielzeit in 30 Saisonspielen auf einen Gegentorschnitt von 2,00. Die gezeigten Leistungen brachten ihm im Sommer 2005 einen Vertrag über zwei Jahre beim Superliga-Aufsteiger HK Spartak Moskau ein. Dort war er zunächst als Back-Up von Oleg Glebow eingeplant. Da dieser seine Karriere kurze Zeit später aufgrund von Flugangst beendete, wurde Barulin Stammtorhüter des Klubs. In 30 Superliga-Spielen zeigte Barulin gute Leistungen und erreichte eine Fangquote von 91,6 % sowie einen Gegentorschnitt von 2,08. Zudem konnte er sich gegen Tyler Moss durchsetzen, der anstelle von Glebow verpflichtet wurde. Nach der Saison 2005/06 musste sich Barulin nach einem neuen Klub umsehen, da Spartak finanzielle Probleme hatte und daher sein Vertrag, der noch ein Jahr lief, ungültig zu werden drohte. Schließlich erhielt er ein Vertragsangebot von Chimik Moskowskaja Oblast als zweiter Torhüter hinter Witali Kolesnik, das er annahm. In den folgenden zwei Spielzeiten kam er zu insgesamt 30 Einsätzen in der Superliga und lernte viel vom erfahrenen Kolesnik.

### Aufstieg zum Leistungsträger
Zum Jahreswechsel 2007/08 wurde Barulin in die zweite Mannschaft von Chimik aus  der Perwaja Liga geschickt, nachdem er eine Vertragsverlängerung seitens des Klubs ausgeschlagen hatte. Mit der zweiten Mannschaft gewann er am Saisonende die gemeinsamen Playoffs der Staffeln West und Zentrum. Im Juni 2008 tauschte ihn Chimik gegen ein Draftrecht für den KHL Junior Draft 2009 vom HK ZSKA Moskau. Beim ZSKA war Barulin als Back-Up von Jussi Markkanen eingeplant, setzte sich aber zunächst gegen diesen durch und absolvierte 41 der 56 Hauptrundenspiele. In den Playoffs erhielt dann aber Markkanen den Vorzug. Im Sommer 2009 nahm Barulin zunächst nicht am Trainingslager des ZSKA teil, um die Klubführung bezüglich einer Lohnerhöhung unter Druck zu setzen. Schließlich erhielt er von Klub-Präsident Wjatscheslaw Fetissow ein verbessertes Angebot und Barulin kehrte zum ZSKA zurück. Beim ZSKA bekam er mit der Verpflichtung von Nolan Schaefer erneut ausländische Konkurrenz auf der Torhüterposition, setzte sich aber auch gegen diesen durch und brachte es auf 45 Einsätze in der Hauptrunde und drei Playoffspiele. Dabei wusste er erneut mit einer Fangquote von 92 % zu überzeugen.

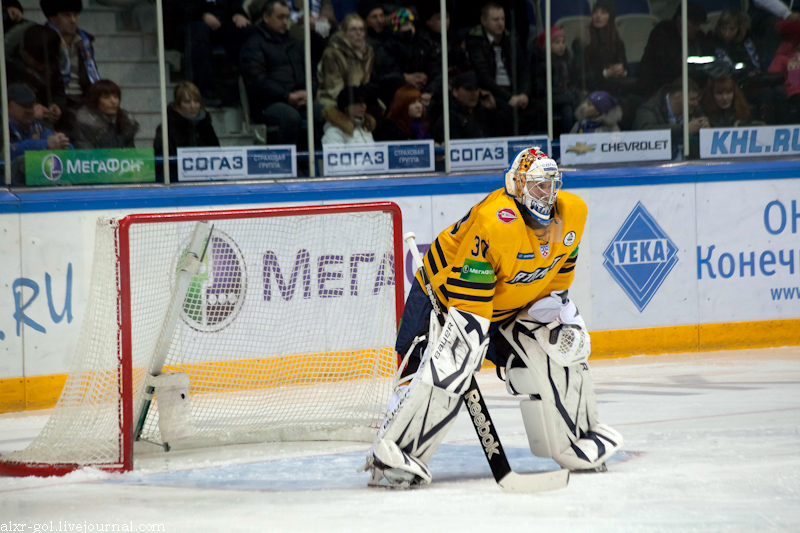
Barulin im Trikot von Atlant Mytischtschi

Im Juli 2010 kehrte er zu seinem Ex-Klub Chimik Moskowskaja Oblast zurück, der inzwischen in Atlant Mytischtschi umbenannt worden war. Dort hatte er in der Saison  2010/11 mit Wital Kowal einen starken Konkurrenten, der zwar mehr Spiele in der Hauptrunde absolvierte, aber in den Play-offs nur noch viermal eingesetzt wurde. Barulin führte sein Team bis in das Playoff-Finale, in dem Atlant Salawat Julajew Ufa unterlag. Barulin zeigte in den Playoffs herausragende Leistungen und wurde als folgerichtig als Wertvollster Spieler der KHL-Playoffs ausgezeichnet.
Im Mai 2012 wechselte Barulin innerhalb der KHL zu Ak Bars Kasan und gehörte in den folgenden zwei Spieljahren stets zu den statistisch besten Torhütern. Zudem wurde er jeweils für das KHL All-Star Game nominiert und zweimal als Torhüter des Monats ausgezeichnet.
Im Juni 2014 tauschte ihn Kasan gegen Sjarhej Kaszizyn vom HK Awangard Omsk ein und bestätigte dort erneut seine Leistungen, was ihm eine Nominierung für die Weltmeisterschaft 2015 einbrachte. Ende Mai 2015 unterschrieb er einen Einjahresvertrag beim HK Sotschi. Dieser wurde mehrfach verlängert, so dass Barulin insgesamt vier Jahre für das Team von der Schwarzmeerküste spielte und dabei dreimal die Play-offs erreichte. Im Mai 2019 wechselte er innerhalb der KHL zu Neftechimik Nischnekamsk.
Im Januar 2021 wurde er vom HC Dynamo Pardubice von der tschechischen Extraliga engagiert.

### International
Für Russland nahm Barulin an der U18-Junioren-Weltmeisterschaft 2002, den U20-Junioren-Weltmeisterschaften 2003 und 2004 sowie den Weltmeisterschaften 2007 und 2011 teil. Bei der U18-Junioren-Weltmeisterschaft 2002 hütete Barulin in drei Spielen das Tor der Russen, in denen er ohne Gegentor blieb und mit der Mannschaft zum Turnierende die Silbermedaille gewann. Ein Jahr später kam der Torwart als Back-up von Andrei Medwedew zu einem Einsatz bei der U20-Junioren-Weltmeisterschaft 2003, bei der Barulin lediglich einen Gegentreffer einstecken musste und eine Fangquote von 96,7 Prozent erreichte. Nach dem Finalsieg gegen Kanada errang Barulin mit der russischen Auswahl die Goldmedaille.
Auch bei der U20-WM von 2004 stand der Torhüter für die Russen zwischen den Pfosten, spielte jedoch kein überzeugendes Turnier und belegte mit der Mannschaft den fünften Platz, während Barulin eine Fangquote von 88,6 Prozent erreichte. Für die Weltmeisterschaft 2007 wurde er als dritter Torhüter hinter Alexander Jerjomenko und Wassili Koschetschkin in den Kader berufen und blieb das Turnier über ohne Einsatz. Für die Weltmeisterschaft 2011 wurde er wieder in den russischen Kader nominiert und verdrängte im Turnierverlauf Jewgeni Nabokow als Stammtorhüter. Eine unbefriedigende Defensivleistung im Spiel um Platz drei gegen Tschechien hatte zur Folge, dass Barulin mit den Russen einen Medaillengewinn verpasste.

## Erfolge und Auszeichnungen
- 2009 KHL All-Star Game
- 2011 KHL All-Star Game
- 2011 Wertvollster Spieler der KHL-Playoffs
- 2012 KHL All-Star Game
- 2012 KHL-Torwart des Monats September
- 2013 KHL All-Star Game
- 2013 KHL-Torwart des Monats September
- 2014 KHL All-Star Game
- 2015 KHL All-Star Game
- 2019 KHL All-Star Game

### International
- 2002 Silbermedaille bei der U18-Junioren-Weltmeisterschaft
- 2003 Goldmedaille bei der U20-Junioren-Weltmeisterschaft
- 2007 Bronzemedaille bei der Weltmeisterschaft
- 2012 Goldmedaille bei der Weltmeisterschaft
- 2015 Silbermedaille bei der Weltmeisterschaft

## Karrierestatistik

### International
(Legende zur Torhüterstatistik: GP oder Sp = Spiele insgesamt; W oder S = Siege; L oder N = Niederlagen; T oder U oder OT = Unentschieden oder Overtime- bzw. Shootout-Niederlage; Min. = Minuten; SOG oder SaT = Schüsse aufs Tor; GA oder GT = Gegentore; SO = Shutouts; GAA oder GTS = Gegentorschnitt; Sv% oder SVS% = Fangquote; EN = Empty Net Goal; 1 Play-downs/Relegation; Kursiv: Statistik nicht vollständig)